# Gaio Dillio Vocula
Gaio Dillio Vocula (in latino Gaius Dillius Vocula; Cordova, ... – 70) è stato un militare romano coinvolto nella rivolta batava.

## Inizi della carriera
Nacque a Cordova dal membro dell'ordine equestre Aulo Dillio; sposò Elvia Procula. La moglie potrebbe essere stata parente della madre di Lucio Anneo Seneca, il consigliere di Nerone anche lui nato a Cordova, ed è quindi possibile che la carriera di Vocula sia stata aiutata da questa conoscenza.
Fu prima tribuno militare della Legio I Germanica a Bonna, poi quadrumviro per la manutenzione delle strade, poi questore della Bitinia-Ponto. Dopo essere stato tribuno e pretore, ricevette il comando della XXII Primigenia di stanza a Moguntiacum, in Germania superiore.

## Rivolta batava

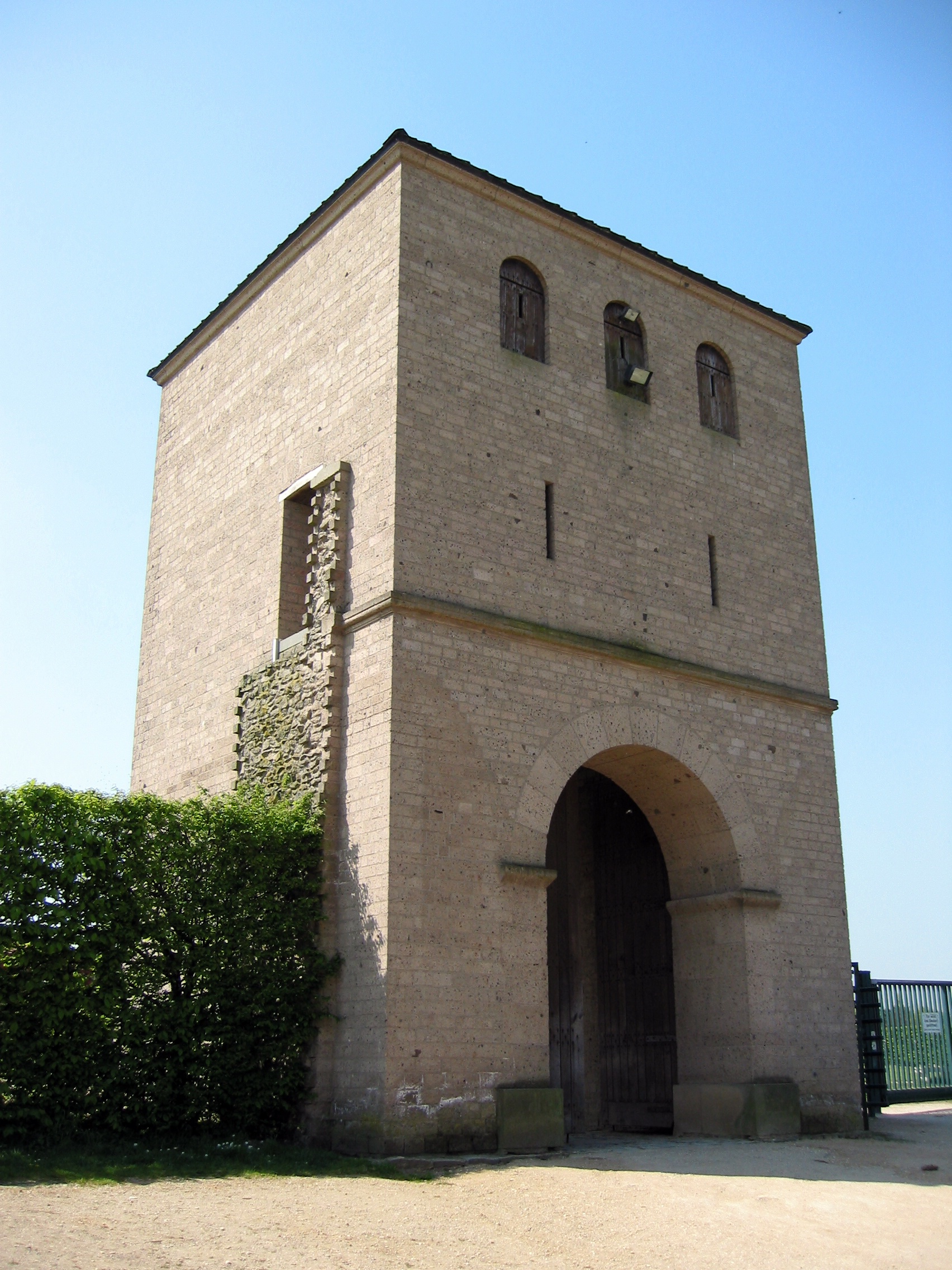
Ricostruzione del cancello principale dell'accampamento fortificato di Castra Vetera, in cui i rivoltosi guidati da Gaio Giulio Civile assediarono due legioni romane, e che fu preso e poi riperso da Vocula.

Quando la rivolta dei Batavi scoppiò nel 69, alcune legioni romane furono assediate a Castra Vetera dai ribelli, comandati da Gaio Giulio Civile; il comandante in capo dell'esercito del Reno, Ordeonio Flacco, ordinò a Vocula di portare la sua XXII Primigenia (assieme alla I Germanica da Bonna) in soccorso delle legioni minacciate. Si ebbe un principio di rivolta contro Flacco, che Vocula sedò con mano ferma: fu allora acclamato dalle truppe comandante dei rinforzi per le legioni assediate in virtù della fermezza con la quale si era opposto alla sollevazione.

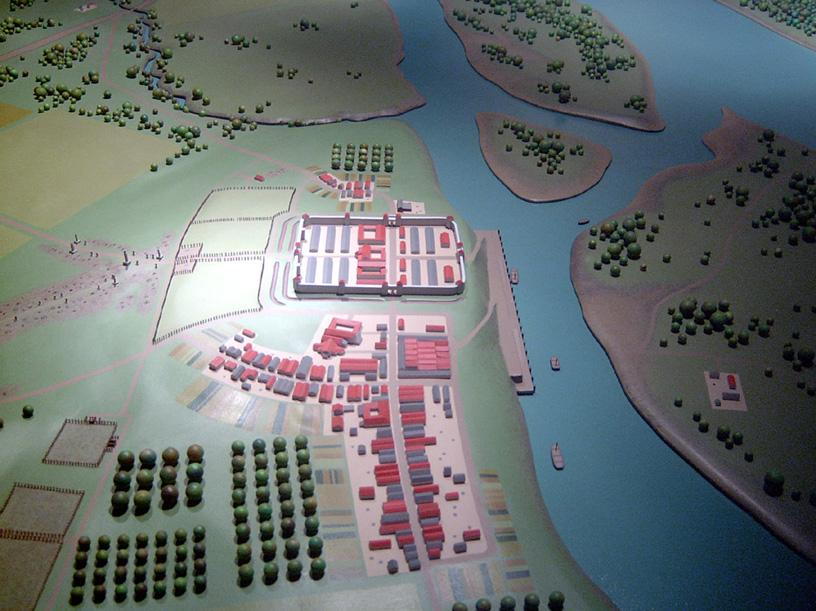
Modello del castrum (accampamento fortificato) di Gelduba, dove si fermarono le due legioni di Vocula, la I Germanica e la sua XXII Primigenia, sulla strada per Castra Vetera.

Vocula si mosse verso Castra Vetera, ma si fermò a Gelduba per ragioni di opportunità politica, oltre che militare. Nell'"Anno dei quattro imperatori" (69), in cui diversi pretendenti al trono si combatterono col supporto di diverse legioni, avvenne infatti che i soldati dell'armata del Reno sostenessero il governatore della Germania inferiore, Vitellio, mentre i loro ufficiali preferissero il comandante delle legioni orientali, Vespasiano. Flacco e Vocula erano quindi davanti alla scelta tra liberare le legioni assediate, che però si sarebbero poi schierate dalla parte di Vitellio, e sedare la rivolta dei Batavi, che però erano, almeno formalmente (grazie alla astuzia diplomatica del loro comandante, Civile), schierati dalla parte di Vespasiano. La soluzione allo stallo giunse con la notizia della sconfitta decisiva di Vitellio alla seconda battaglia di Bedriaco (24 ottobre), che da una parte riportò tutti i Romani sotto un'unica lealtà, quella a Vespasiano, e dall'altra smascherò la finzione dei Batavi, che dovettero ammettere di combattere per sé stessi e non per il generale vincitore a Bedriaco.
Civile fu costretto ad attaccare Gelduba per impedire che le legioni di Vocula raggiungessero Castra Vetera. Tacito parla di un attacco notturno (forse la notte di luna nuova tra l'1 e il 2 dicembre 69), in cui i Batavi ebbero quasi la meglio sulle sorprese truppe romane e ausiliarie, finché l'arrivo di un piccolo contingente basco, scambiato per l'arrivo dei rinforzi romani, non causò la loro sconfitta.
Dopo questa vittoria, Vocula si mosse verso Castra, che riuscì a liberare dall'assedio. Provvide anche al rafforzamento delle difese dei castra, come pure alle cure per i feriti e all'approvvigionamento di vettovaglie. Probabilmente nelle intenzioni di Vocula c'era un attacco contro i Batavi, ma l'attacco dei Chatti all'importante Moguntiacum richiese la sua presenza lontano da Castra: non appena Vocula si allontanò, Civile rimise sotto assedio l'insediamento.
Durante la marcia verso Moguntiacum avvenne un episodio in cui Vocula rischiò la vita. Flacco effettuò un donativo alle truppe, con il denaro inviatogli da Vespasiano. La celebrazione della festa dei Saturnalia avvenne dunque nell'abbondanza di cibi e alcolici. Alcuni soldati, durante i festeggiamenti, si adirarono con Flacco, lo trassero dalla tenda in cui dormiva e lo assassinarono, senza che gli ufficiali avessero il coraggio di intervenire. Vocula scampò allo stesso destino fuggendo dal campo travestito da schiavo. Pare che il fatto non fosse rappresentativo dell'atteggiamento di tutti i soldati, in quanto Vocula poté tornare al campo.

## Rivolta di Giulio Sabino
Vocula prese Moguntiacum nel gennaio 70. Presto, però, dovette fare i conti con una minaccia ancor più grande, un tradimento all'interno del suo stesso esercito. Due dei suoi comandanti di truppe ausiliarie, i treviri Giulio Classico e Giulio Tutore, si incontrarono con Giulio Sabino, un lingone che si riteneva discendente da Gaio Giulio Cesare, e decisero di ammutinarsi durante il ritorno dell'esercito a Castra. Vocula venne a sapere della congiura, ma non avendo molta fiducia nella lealtà dei suoi uomini decise di far finta di ignorarla. Contattò un certo Claudio Labeone, un batavo che era in contrasto con Civile, e gli fornì alcuni uomini, con i quali Labeone iniziò una guerriglia contro Civile.
Si mosse su Castra per riprenderla, ma Classico e Tutore entrarono in contatto con i Germani assedianti, e, quando furono vicini alla città assediata, si staccarono con i propri uomini per formare un accampamento separato. Vocula tentò di riportarli nel campo, ma quando vide che era tutto inutile ritornò a Novesium. Classico e Tutore, seguendo le forze ormai ridotte di Vocula, si accamparono a poca distanza dal loro ex-comandante, e corruppero i suoi uomini, che giunsero a giurare fedeltà a dei barbari e a promettere di uccidere i propri comandanti. Quando Vocula pronunciò un discorso davanti ai suoi soldati, riuscì a scuoterli, e questi non vollero più ucciderlo; dopo che Vocula ebbe tentato il suicidio, un gesto molto apprezzato dai tempi della Repubblica, fu assassinato da Emilio Longino, un disertore della I Germanica mandato da Classico e Tutore.
Vocula comandò per poco tempo le truppe romane in Germania, e alla sua morte sembrava che i rivoltosi avessero quasi vinto il confronto, scacciando i Romani dalla zona. In realtà due degli atti intrapresi da Vocula facilitarono poi la vittoria finale di Quinto Petilio Ceriale, inviato da Vespasiano con un forte esercito dall'Italia: sia il mantenimento della strategica fortezza di Moguntiacum che il sostegno dato alla guerriglia di Labeone occuparono e indebolirono Civile, che non riuscì a opporre resistenza a Ceriale.

### Fonti primarie
- Tacito, Historiae, iv. 24—26, 33—37, 56—59, 77.

### Fonti secondarie
- Lendering, Jona, "Gaius Dillius Vocula" Archiviato il 12 novembre 2010 in Internet Archive., Livius.org
- Smith, William, "Vocula, Dillius", Dictionary of Greek and Roman Biography and Mythology, vol. 3, p. 1280